# Сердюков, Сергей Яковлевич
Сергей Яковлевич Сердюков, 11 июля 1901 года, Чернореченский сельсовет, Пишпекский уезд, Семиреченская область, Туркестанский край, Российская империя (ныне в Карасуском сельском округе, Кордайского района, Жамбылской области, Казахстан) — 3 апреля 1945 года, Вонгровец, Великопольское воеводство, Польша — командир сабельного отделения 10-го гвардейского кавалерийского Краснознамённого полка 3-й гвардейской кавалерийской Кубанско-Мозырской Краснознамённой ордена Суворова дивизии 2-го гвардейского кавалерийского Померанского корпуса 1-го Белорусского фронта, гвардии старший сержант. Полный кавалер ордена Славы.

## Биография
По ряду данных родился в 1901 году на Украине в семье шахтёра. По сведениям ОБД «Мемориал» родился близ нынешней границы Казахстана и Кыргызстана. Неопределённость возможно связана с процессом активного переселения населения Украины в конце XIX века в Туркестанский край.
Жил в селе Чернореченском (ныне село Карасу). В 1920-х годах проходил службу в кавалерийских частях Туркестанского военного округа. В 1926—1931 годах работал на строительстве Турксиба (участок Джамбул — Чулактау). В 1936 года вступил в колхоз «Искра Ленина». С 1940 года работал на строительстве Большого Чуйского канала. Член ВКП(б) с 1940 года (по другим сведениям беспартийный).
В июне 1941 года был призван в армию Курдайским районным военкоматом Джамбульской области, с июля 1941 года участвует в боях в составе 50-й кавалерийской дивизии (26 ноября 1941 года преобразована в 3-ю гвардейскую кавалерийскую дивизию) на Западном, Центральном и Брянском фронтах.
На осень 1943 года гвардии сержант Сердюков состоял в 1-м эскадроне 10-го гвардейского кавалерийского полка в должности наводчика расчёта противотанкового ружья. В ноябре 1943 года полк, на завершающей стадии Гомельско-Речицкой наступательной операции, действуя в тылу противника, пробивался с востока к Мозырю. В бою за деревню Ястребка, гвардии сержант Сердюков, отражая контратаку противника, выстрелом из ружья подбил вражеский средний танк и уничтожил двух солдат противника. 7 ноября 1943 года был награждён медалью «За отвагу». 20 ноября 1943 года В бою за деревню Хатки (приблизительно в 5 километрах западнее Ястребки) гвардии сержант Сердюков преодолел минное поле и проволочное заграждение и из противотанкового ружья подавил 2 огневые точки противника. Приказом командира 3-й гвардейской кавалерийской дивизии от 5 декабря 1943 года, по совокупности боёв за деревни Ястребка и Хатки, гвардии сержант Сердюков награждён орденом Славы 3-й степени (орден за № 368).
3 августа 1944 года, на следующий день после окончания Люблин-Брестской наступательной операции, командир отделения противотанковых ружей, гвардии старший сержант Сердюков устроил засаду на шоссе Седльце — Варшава. Из засады гвардии старший сержант уничтожил два тягача с боеприпасами, автомашину, огневую точку и семь солдат противника. Приказом от 2 сентября 1944 года гвардии старший сержант Сердюков награждён орденом Славы 2-й степени (орден за № 765).
В 1945 году гвардии старший сержант Сердюков командовал сабельным отделением в том же полку. В ходе Висло-Одерской наступательной операции 3-я гвардейская кавалерийская дивизия наступала по направлению Варшава — Лодзь — Кутно — Гостынин — Ленчица — Быдгощ. Находясь в головной походной заставе, первым ворвался в дом находящийся в деревне Грохоль, и в упор из автомата расстрелял четырёх солдат и одного офицера противника. 28 января 1945 года, отражая контратаку противника в селе Линдебунден (ныне Плоскув в гмине Сосьно Польша), пробрался вместе с отделением в тыл противника, забросал гранатами бронетранспортёр и подавил огневую точку, уничтожив восемь солдат противника. 3 февраля 1945 года северо-западнее города Быдгощ в районе населённого пункта Ландек, отбивая «психическую атаку» противника, вместе с отделением в составе взвода уничтожил до 60 солдат и офицеров противника, был ранен, но поле боя не покинул.. Был представлен к ордену Славы 1-й степени, 7 февраля 1945 года представление было поддержано командиром дивизии, затем последовательно командиром корпуса и инспектором кавалерии 1-го Белорусского фронта.
Указом Президиума Верховного Совета СССР от 6 апреля 1945 года гвардии старший сержант Сердюков Сергей Яковлевич за образцовое выполнение боевых заданий командования на фронте борьбы с немецкими захватчиками и проявленные при этом доблесть и мужество был награждён орденом Славы 1-й степени.
Не дожил до получения высокой награды. 18 февраля 1945 года был тяжело ранен, получив пулевое ранение в живот. 3 апреля 1945 года (по другим данным 4 апреля 1945 года) гвардии старший сержант скончался в эвакогоспитале № 4940 в Вонгровеце от истощения на фоне свища в кишечнике.
Похоронен на городском кладбище в Вонгровеце.